# Staré Hodějovice

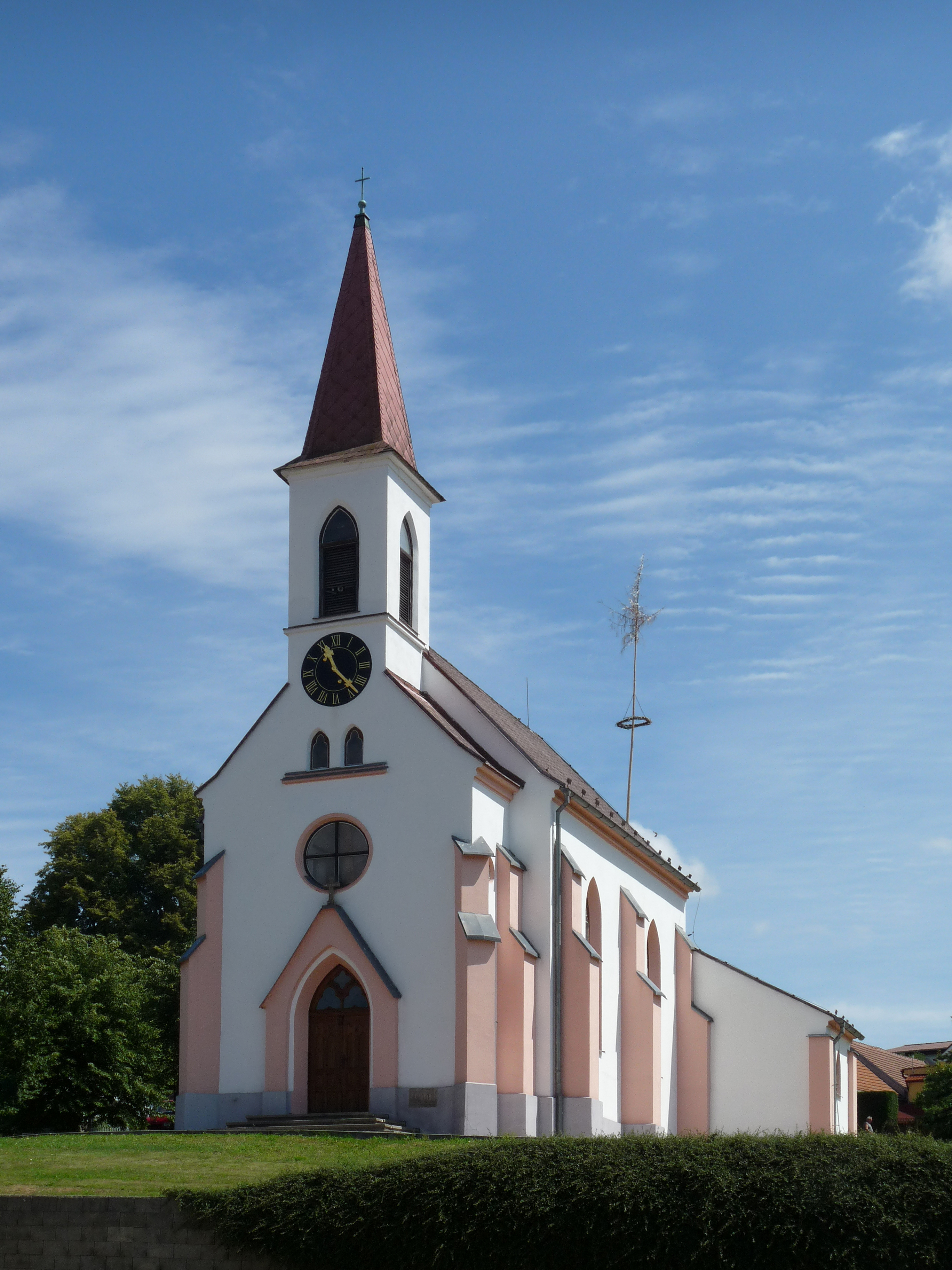
Kirche der Jungfrau Maria

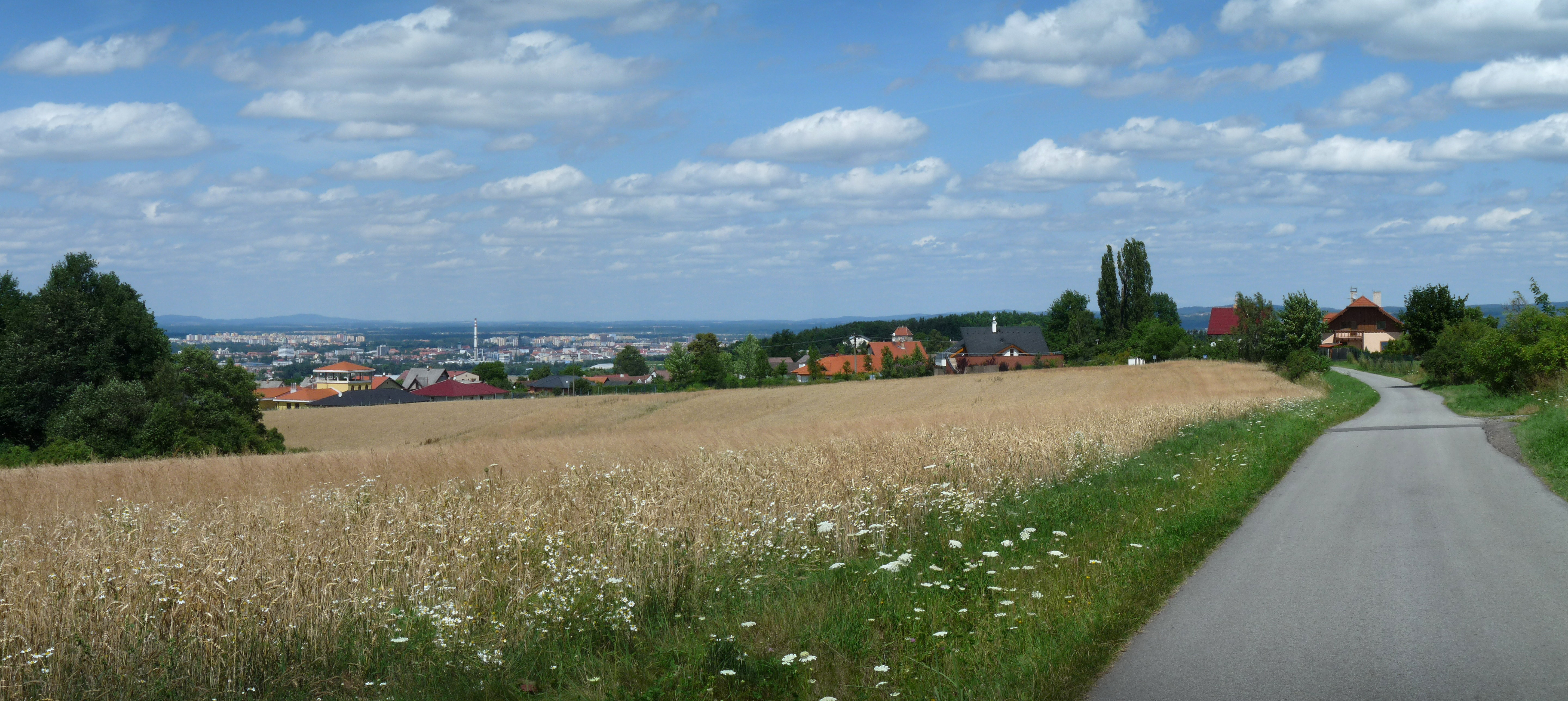
Blick auf Staré Hodějovice von Südosten, im Hintergrund České Budějovice

Staré Hodějovice, 1924–1957 Hodějovice, zuvor Hodovice (deutsch Hodowitz) ist eine Gemeinde in Tschechien. Sie liegt fünf Kilometer südöstlich des Stadtzentrums von Budweis in Südböhmen und gehört zum Okres České Budějovice.

## Geographie
Staré Hodějovice befindet sich am Rande der Lischauer Schwelle (Lišovský práh) über dem Budweiser Becken. Das Dorf liegt über den Tälern der Bäche Starohodějovický potok und Hodějovický potok am Hügel Větrná (493 m). Östlich erhebt sich der Srubecký kopec (Silberberg), im Südosten der Chlumek (536 m) und der Hůrecký kopec (541,7 m) sowie südlich der Nedabylský kopec (Daubrawitzer Berg, 523 m). Nördlich erstreckt sich ein Bergeteich. Gegen Westen befindet sich nahe der Maltsch der Teich Hodějovický rybník. Westlich unterhalb des Dorfes führt die Bahnstrecke České Velenice–České Budějovice vorbei, der nächste Haltepunkt ist Nové Hodějovice. Weiterhin verläuft in der Gemeinde ein kurzer Abschnitt der Dálnice 3.
Nachbarorte sind Pohůrka, Suché Vrbné, Na Škardě und Stará Pohůrka im Norden, U Veselských im Nordosten, Srubec und U Šoupných im Osten, Zborov und Na Štětkách im Südosten, Hůrka, Na Dolinách und Nedabyle im Süden, Hvízdalka, Doubravice und Roudné im Südwesten, Nové Roudné und Rožnov im Westen sowie Nové Hodějovice und Mladé im Nordwesten.

## Geschichte
Archäologische Funde belegen ein frühzeitlich Besiedlung des Gemeindegebietes. Dazu gehören Feuersteinfunde aus der Mittelsteinzeit westlich der Eisenbahn sowie Reste einer frühbronzezeitlichen Siedlung.
Das heutige Dorf entstand wahrscheinlich während der ersten Kolonisationsphase im 12. oder 13. Jahrhundert. Die erste schriftliche Erwähnung von Hodowicz erfolgte 1407 als Besitz des Jan von Vidov, mit dessen Tode 1415 das Geschlecht von Vidovpole erlosch. Sein Erbe fiel dem Küchenmeister Wenzels IV., Jindřich Kolman von Křikava zu, der Hodowicz zusammen mit Vidov 1418 an Jan Tožice von Tožice verkaufte. Im Jahre 1456 erbte Markéta von Ždánice das Gut. 1490 verkaufte Zdeniek Lev von Rosental Hodowicz und Vidov an Wok II. von Rosenberg, der sie seiner Herrschaft Wittingau zuschlug. Im 16. Jahrhundert wurde ein Silbererzvorkommen entdeckt. Nach dem Tode des Peter Wok von Rosenberg fiel das Erbe der Rosenberger 1611 den Herren von Schwanberg zu. Nach der Schlacht am Weißen Berg wurden die Güter des Peter von Schwanberg konfisziert und fielen dem Kaiser zu. Ab 1660 gehörten die Güter der Herrschaft Wittingau den Herren von Schwarzenberg. Der durch den Dreißigjährigen Krieg zum Erliegen gekommene Silberbergbau wurde zum Ende des 18. Jahrhunderts erneut aufgenommen. 1817 ging im Tal des Hodějovický potok zwischen Hodowitz und Strups die aerarische Zeche St. Johannes Nepomuk (Svatý Jan Nepomucký) in Betrieb.
Im Jahre 1840 bestand Hodowitz aus 52 Häusern mit 334 deutschsprachigen Einwohnern. Auf den Fluren des Dorfes wurde das Silberbergwerk Carolina betrieben. Gepfarrt war das Dorf zur Budweiser Kathedrale St. Nikolaus. Bis zur Mitte des 19. Jahrhunderts blieb das Dorf immer der Herrschaft Wittingau untertänig.
Nach der Aufhebung der Patrimonialherrschaften bildete Hodowitz / Hodovice ab 1850 mit den Ortsteilen Hůrka/Hurka bei Zborow und Vidov/Wiederpolen sowie der Ansiedlung Škarda eine Gemeinde in der Bezirkshauptmannschaft Budějovice/Budweis. 1869 nahm die Kaiser Franz Josephs-Bahn auf der Bahnstrecke Budweis – Gmünd den Betrieb auf und führte zunächst ohne Halt an Hodowitz vorbei. Vidov wurde 1895 nach Plav umgemeindet; Hůrka löste sich 1914 los und bildete eine eigene Gemeinde. Im Jahre 1900 wurde in Hodowitz die Kirche der Jungfrau Maria geweiht. Nordwestlich des Dorfes entstand zu Beginn des 20. Jahrhunderts an der Straße nach Budweis die Siedlung Neu Hodowitz. Im Jahre 1910 hatte die Gemeinde Hodowitz / Hodovice 798 Einwohner, darunter waren 480 Deutsche und 315 Tschechen. Im Jahre 1924 wurde der amtliche tschechische Ortsname zu Hodějovice abgeändert. Die Siedlung Nové Hodějovice/Neu Hodowitz wuchs rasch an und bestand 1930 bereits aus 84 Häusern mit 538 Einwohnern. 1938 erfolgte in Nové Hodějovice die Weihe der Kirche der Jungfrau Maria Königin der Engel. Am 1. Jänner 1957 wurde Nové Hodějovice als eigene Gemeinde von Hodějovice abgetrennt, das auf Anordnung des Innenministeriums in Staré Hodějovice umbenannt wurde. Mit Beginn des Jahres 1960 wurde Škarda von Staré Hodějovice abgetrennt und nach Srubec umgemeindet. Staré Hodějovice ist heute mit der Buslinie 11 an den ÖPNV der Stadt České Budějovice angeschlossen.

## Gemeindegliederung
Die Gemeinde Staré Hodějovice sind keine Ortsteile ausgewiesen. Zu Staré Hodějovice gehört die Siedlung U Veselských.

## Bevölkerungsentwicklung
| Jahr      | 1869 | 1880 | 1890 | 1900 | 1910 | 1921 | 1930 | 1950 | 1961 | 1970 | 1980 | 1991 | 2001 | 2011 | 2021 |
| --------- | ---- | ---- | ---- | ---- | ---- | ---- | ---- | ---- | ---- | ---- | ---- | ---- | ---- | ---- | ---- |
| Einwohner | 380  | 399  | 489  | 452  | 798  | 998  | 595  | 577  | 323  | 417  | 547  | 630  | 823  | 1065 | 1281 |

## Sehenswürdigkeiten
- Neogotische Kirche der Jungfrau Maria auf dem Dorfplatz, erbaut 1900
- Drei Nischenkapelle aus dem 19. Jahrhundert
- Teich Hodějovický rybník, Erholungsgebiet
- Naturschutzgebiet Tůně u Špačků, abgeworfener Mäander der Maltsch, westlich des Dorfes
- Weide an der Straße K Hůrce, Baumdenkmal
- Ehemalige Silbergruben Carolina (nördlich des Ortes) und Sv. Jan (östlich von Staré Hodějovice in der Ortslage Na Verku)
- Einige Gehöfte im südböhmischen Bauernbarockstil